# Stiftelsen Anna-Lisa Thomson Till Minne
Stiftelsen Anna-Lisa Thomson Till Minne är en stipendiegivande stiftelse som grundades 1952 till minne av konstnären Anna-Lisa Thomson, som avlidit samma år. Stiftelsens främsta uppgift är att dela ut stipendier till kvinnliga konstnärer som håller på att avsluta sin konstnärliga utbildning och befinner sig i en etableringsfas. Enligt Thomsons önskan bildades av hennes kvarlåtenskap en fond som skulle stödja och uppmuntra kvinnliga konstnärer i deras förkovran och utbildning. Thomson hade själv erhållit ett stipendium under sin tid som studerande vilket fick stor betydelse för henne.
Stipendiet delas ut årligen och varje år presenteras verk av de aktuella konstnärerna i en separat utställning på Uppsala konstmuseum. Antalet stipendiater var 2019 fem personer som fick stipendiesumman 70 000 kronor var och utsågs från avgångsklasserna vid Sveriges konsthögskolor.
Ledamöterna till stiftelsens styrelse utses av Uplands konstförening.

## Stipendiater
- 2023
  - Sara Andreasson
  - Elina Birkehag
  - Linn Byrkjeland
  - Jessica Ekström
  - Lisa Forslund
  - Clara Mosconi

- 2022
  - Therese Bülow
  - Christine Dahl Helweg-Larsen
  - Sara Ekholm Eriksson
  - Elina Eriksson
  - Maja Lindberg Schwaner
  - Edit Sihlberg

- 2020–2021 Inga stipendiater utsågs till följd ac coronapandemin.

- 2019[3]
  - Hanna Björkdahl[4]
  - Viola Florin
  - Elin Odentia
  - Alex Rosa
  - Joline Uvman
- 2018
  - Micaela Cignozzi
  - Anna Engver
  - Jonna Hägg
  - Katxeré Medina
  - Lourdes González Osnaya
- 2017
  - Kyung-Jin Cho
  - Theresa Traore Dahlberg
  - Petra Hultman
  - Samaneh Reyhani
  - Melanie Wiksell
- 2016
  - Maria Andersson
  - Sara Anstis
  - Chiara Bugatti
  - Aleksandra Jarosz Laszlo
- 2015
  - Mourl Ferryman
  - Karin Hald
  - Eva Mág
  - Jenny Palén
  - Katrin Westman
- 2014
  - Idun Baltzersen
  - Ida Persson
  - Anna Ihle
  - Madelaine Sillfors
- 2013
  - Fredrika Anderson
  - Hanna Gustavsson
  - Stina Persson
  - Maiken Stene
- 2012
  - Ylva Carlgren
  - Gitte Eidslott
  - Johanna Fjaestad
  - Frida Krohn
  - Jenny Åkerlund
- 2011
  - Sara Mirzajanzadeh
  - Sofie Karp
  - Julia Bondesson
  - Pauliina Pietilä
- 2010
  - Elisabeth Frieberg
  - Johanna Friedman
  - Kristin Lidström
  - Maria Nordin
- 2009
  - Ditte Ejlerskov
  - Corinne Ericson
  - Moa Lönn
  - Mariel Rosendahl
- 2008
  - Meira Ahmemulic
  - Hedvig af Ekenstam
  - EvaMarie Lindahl
  - Imri Sandström
- 2007
  - Lena Johansson
  - Ylva Landoff Lindberg
  - Lisa D Manner
  - Cristina Schippa
- 2006
  - Charlotte Widegren
  - Maude Södergren
  - Emma Hartman
  - Anna Bokström
- 2005
  - 2005 Loulou Cherinet
  - 2005 Elin Källman
  - 2005 Caroline Mårtensson
  - 2005 Katarina Nitsch